# Eslovenia en los Juegos Olímpicos de Turín 2006
Eslovenia estuvo representada en los Juegos Olímpicos de Turín 2006 por un total de 36 deportistas que compitieron en 9 deportes.
La portadora de la bandera en la ceremonia de apertura fue la biatleta Tadeja Brankovič. El equipo olímpico esloveno no obtuvo ninguna medalla en estos Juegos.